# 伟星股份
浙江伟星实业发展股份有限公司（深交所：002003，英文：Zhejiang Weixing Industrial Development Co.,Ltd.，简称伟星股份），是中国深圳证券交易所的一家上市公司，主营业务范围为钮扣、拉链、塑料制品、标牌等服装辅料。
公司前身是临海市伟星塑胶制品有限公司，2000年8月31日公司整体变更为股份有限公司并更名为浙江伟星实业发展股份有限公司。2004年6月25日在深圳证券交易所中小板挂牌上市，为中国大陆纽扣和拉链行业首家上市公司。公司旗下SAB商标被国家工商行政管理总局认定为“中国驰名商标”，SAB拉链获“中国拉链知名品牌”。
2016年，公司实现营业收入21.74亿元人民币，净利润2.95亿元人民币。